# Вотерфорд (Огайо)
Вотерфорд (англ. Waterford) — переписна місцевість (CDP) в США, в окрузі Вашингтон штату Огайо. Населення — 384 особи (2020).

## Географія
Вотерфорд розташований за координатами 39°32′19″ пн. ш. 81°38′39″ зх. д. / 39.53861° пн. ш. 81.64417° зх. д. (39.538652, -81.644233).  За даними Бюро перепису населення США в 2010 році переписна місцевість мала площу 1,35 км², з яких 1,22 км² — суходіл та 0,13 км² — водойми.

## Демографія
Згідно з переписом 2010 року, у переписній місцевості мешкало 450 осіб у 182 домогосподарствах у складі 119 родин. Густота населення становила 333 особи/км².  Було 213 помешкання (157/км²).
Расовий склад населення:
| - 98,7 % — білих - 0,2 % — корінних американців |

До двох чи більше рас належало 1,1 %. Частка іспаномовних становила 0,4 % від усіх жителів.
За віковим діапазоном населення розподілялося таким чином: 27,3 % — особи молодші 18 років, 55,4 % — особи у віці 18—64 років, 17,3 % — особи у віці 65 років та старші. Медіана віку мешканця становила 34,9 року. На 100 осіб жіночої статі у переписній місцевості припадало 94,8 чоловіків;  на 100 жінок у віці від 18 років та старших — 90,1 чоловіків також старших 18 років.
За межею бідності перебувало 4,5 % осіб, у тому числі 0,0 % дітей у віці до 18 років та 0,0 % осіб у віці 65 років та старших.
Цивільне працевлаштоване населення становило 159 осіб. Основні галузі зайнятості: виробництво — 36,5 %, освіта, охорона здоров'я та соціальна допомога — 17,6 %, будівництво — 16,4 %.